# Fukuoka
Fukuoka (Nhật: 福岡県 (Phúc Cương Huyện) Hepburn: Fukuoka-ken) là một tỉnh của Nhật Bản, nằm ở phía Bắc của vùng Kyushu trên đảo Kyushu. Trung tâm hành chính là thành phố Fukuoka.

## Địa lý
Fukuoka có 3 mặt giáp biển, trên đất liền giáp vớo Saga, Ōita, và Kumamoto và đối diện với Yamaguchi qua eo biển Kanmon.
Tính đến 01 tháng 4 năm 2012, 18% đất của tỉnh này là vườn thiên nhiên gồm Vường quốc gia Setonaikai, Genkai, Kitakyūshū, và Yaba-Hita-Hikosan, và Chikugogawa, Chikuhō, Dazaifu, Sefuri Raizan, và Yabegawa.
Fukuoka có 2 thành phố lớn trên đảo Kyūshū, Fukuoka và Kitakyushu, và nơi đặt nền công nghiệp phần lớn của Kyūshū. Tỉnh này cũng có nhiều đảo nhỏ gần bờ biển phía bắc Kyūshū.

## Lịch sử
Xưa kia, trên địa bàn tỉnh Fukuoka là các xứ Chikuzen và bunzen.

## Hành chính
Ngoài Fukuoka còn 27 thành phố, trong số đó có Kitakyushu cũng là một đô thị quốc gia của Nhật Bản như thành phố Fukuoka.
| Tên thành phố | Dân số    | Diện tích | Mật độ   | Ngày thành lập       | Trang chủ                                             |
| ------------- | --------- | --------- | -------- | -------------------- | ----------------------------------------------------- |
| Kitakyushu    | 1.000.136 | 486.35    | 2.056,41 | 10 tháng 2 năm 1963  | Lưu trữ ngày 30 tháng 11 năm 2003 tại Wayback Machine |
| Fukuoka       | 1.391.146 | 340.60    | 4.084,40 | 1 tháng 4 năm 1889   | Lưu trữ ngày 20 tháng 1 năm 2002 tại Wayback Machine  |
| Omuta         | 132.926   | 81.55     | 1.629,99 | 1 tháng 3 năm 1917   | Lưu trữ ngày 12 tháng 1 năm 2005 tại Wayback Machine  |
| Kurume        | 307.089   | 229.84    | 1.336,10 | 1 tháng 4 năm 1889   |                                                       |
| Nogata        | 57.615    | 61.78     | 932.58   | 1 tháng 1 năm 1931   |                                                       |
| Iizuka        | 79.606    | 71.80     | 1.108,72 | 20 tháng 1 năm 1932  | Lưu trữ ngày 27 tháng 4 năm 2005 tại Wayback Machine  |
| Tagawa        | 52.755    | 54.52     | 967.63   | 3 tháng 11 năm 1943  |                                                       |
| Yanagawa      | 75.440    | 76.90     | 981.01   | 1 tháng 4 năm 1952   |                                                       |
| Kama          | 11.090    | 22.05     | 502.95   | 27 tháng 3 năm 2006  |                                                       |
| Asakura       | 57.087    | 246.73    | 231      | 20 tháng 3 năm 2006  |                                                       |
| Yame          | 39.156    | 39.34     | 995.32   | 20 tháng 2 năm 2006  |                                                       |
| Chikugo       | 47.986    | 41.85     | 1.146,62 | 1 tháng 4 năm 1954   | Lưu trữ ngày 11 tháng 9 năm 2005 tại Wayback Machine  |
| Okawa         | 39.601    | 33.61     | 1.178,25 | 1 tháng 4 năm 1954   |                                                       |
| Yukuhashi     | 70.664    | 69.83     | 1.011,94 | 10 tháng 10 năm 1954 |                                                       |
| Buzen         | 28.361    | 111.17    | 255.11   | 10 tháng 4 năm 1955  | Lưu trữ ngày 16 tháng 12 năm 2008 tại Wayback Machine |
| Nakama        | 47.085    | 15.98     | 2.946,50 | 1 tháng 11 năm 1958  | Lưu trữ ngày 22 tháng 4 năm 2000 tại Wayback Machine  |
| Ogori         | 57.296    | 45.50     | 1.259,25 | 1 tháng 4 năm 1972   |                                                       |
| Chikushino    | 97.735    | 87.73     | 1.114,04 | 1 tháng 4 năm 1972   |                                                       |
| Kasuga        | 109.097   | 14.15     | 7.710,04 | 1 tháng 4 năm 1972   |                                                       |
| Onojo         | 93.013    | 26.88     | 3.460,31 | 1 tháng 4 năm 1972   |                                                       |
| Munakata      | 94.049    | 119.64    | 786.10   | 1 tháng 4 năm 1981   | Lưu trữ ngày 14 tháng 10 năm 2006 tại Wayback Machine |
| Dazaifu       | 67.471    | 29.61     | 2.278,66 | 1 tháng 4 năm 1982   | Lưu trữ ngày 19 tháng 9 năm 2003 tại Wayback Machine  |
| Maebaru       | 67.016    | 104.50    | 641.30   | 1 tháng 10 năm 1992  |                                                       |
| Koga          | 56.280    | 42.11     | 1.336,50 | 1 tháng 10 năm 1997  | Lưu trữ ngày 4 tháng 1 năm 2007 tại Wayback Machine   |
| Fukutsu       | 55.995    | 52.71     | 1.062,32 | 24 tháng 1 năm 2005  |                                                       |
| Ukiha         | 33.312    | 117.55    | 283.39   | 20 tháng 3 năm 2005  |                                                       |
| Miyama        | 43.696    | 105.12    | 415.68   | 29 tháng 1 năm 2007  | Lưu trữ ngày 28 tháng 4 năm 2009 tại Wayback Machine  |
| Miyawaka      | 31.296    | 139.99    | 223.56   | 11 tháng 2 năm 2006  |                                                       |

Làng và thị trấn
| - Asakura Gun Chikuzen Tōhō - Chikujō Gun Chikujō Kōge - Chikushi Gun Nakagawa - Itoshima Gun Nijō Shima - Kaho Gun Keisen - Kasuya Gun Hisayama Kasuya Sasaguri Shime Shingū Sue Umi | - Kurate Gun Kotake Kurate - Mii Gun Tachiarai - Miyako Gun Kanda Miyako - Mizuma Gun Ōki - Onga Gun Ashiya Mizumaki Okagaki Onga | - Tagawa Gun Aka Fukuchi Itoda Kawara Kawasaki Ōtō Soeda - Yame Gun Hirokawa Hoshino Kurogi Tachibana Yabe |

## Dân số
| Tăng 7.5 - 9.9 % 5.0 - 7.4 % 2.5 - 4.9 % 0.0 - 2.4 % | Giảm 0.0 - 2.4 % 2.5 - 4.9 % 5.0 - 7.4 % 7.5 - 9.9 % |

Tỉ lệ biến động dân số theo đơn vị hành chính giai đoạn 2005-2010.
Tăng
>=10.0 %
7.5 - 9.9 %
5.0 - 7.4 %
2.5 - 4.9 %
0.0 - 2.4 %
Giảm
0.0 - 2.4 %
2.5 - 4.9 %
5.0 - 7.4 %
7.5 - 9.9 %
>=10.0 %

Độ tuổi dân số trung bình là 42,9 tuổi (nam là 41,1 tuổi còn nữ là 44,5 tuổi - toàn nước Nhật là 43,9 tuổi ở nam giới và nữ là 45,3 tuổi).
Tỷ lệ người cao tuổi: 19,8% (bình quân cả nước - 21%) tỷ lệ vị thành niên: 13,9% (bình quân cả nước - 13,6%).

## Kinh tế
Lâm nghiệp
Năm 2003, Fukuoka có 223,222ha rừng, trong đó 58% là rừng nhân tạo, rừng tự nhiên là 20,3%

## Giáo dục

### Đại học
Các cơ sở giáo dục bậc đại học ở Fukuoka gồm:
| Cơ sở giáo dục                 | Địa điểm             |
| Đại học Fukuoka                | Fukuoka              |
| Đại học Kurume                 | Kurume               |
| Viện Công nghệ Kyushu          | Kitakyūshū và Iizuka |
| Đại học Kyushu                 | Fukuoka và Kasuga    |
| Đại học Seinan Gakuin          | Fukuoka              |
| Viện Khoa học Thông tin Kyushu | Dazaifu              |
| Đại học Sangyo Kyushu          | Fukuoka              |
| Đại học Nữ Fukuoka             | Fukuoka              |
| Đại học Sư phạm Fukuoka        | Munakata, Fukuoka    |

## Thể thao
Các đội thể thao được liệt kê dưới đây có trụ sở tại Fukuoka.

Bóng đá
- Avispa Fukuoka (Fukuoka)

Bóng chày
- Fukuoka SoftBank Hawks (Fukuoka)

Bóng rổ
- Fukuoka Rizing (Fukuoka)

Rugby
- Coca Cola West Red Sparks (Fukuoka)
- Fukuoka Sanix Blues (Munakata)
- Kyuden Voltex
- Sanix World Rugby Youth Tournament

## Du lịch
Fukuoka đón hơn 2 triệu lượt khách du lịch nước ngoài mỗi năm, phần lớn đến từ Hàn Quốc và Trung Quốc. Hầu hết các điểm du lịch nổi tiếng tập trung ở thành phố Fukuoka và ở Dazaifu. Bên cạnh đó  Kitakyūshū cũng đang thu hút nhiều du khách. Một số điểm du lịch nổi tiếng:
- Công viên Ōhori
- Tháp Fukuoka
- Viện bảo tàng quốc gia Kyushu

## Giao thông

### Hàng không
Fukuoka có 2 sân bay chính là sân bay Fukuoka và sân bay Kitakyushu. Sân bay Kitakyushu hoạt động 24/7, còn sân bay Fukuoka nằm trong nội thị nên hoạt động hạn chế bao gồm các chuyến bay quốc tế và nội địa. Các Sân bay này phục vụ như là trung tâm vận chuyền phía Tây của Nhật Bản.

### Tàu điện
- JR Nishinihon (Công ty Đường sắt Tây Nhật Bản)
  - Sanyō Shinkansen
  - Tuyến Hakata Minami
- JR Kyushu
  - Kyūshū Shinkansen, Tuyến Kagoshima, Tuyến Chikuhō, Tuyến Nippō, tuyến Kyudai
  - Tuyến Chikuhi, Tuyến Gotōji, Tuyến Kashii, Tuyến Hitahikosan, Tuyến Sasaguri
- Đường sắt Nishi-Nippon
  - Tuyến Tenjin Ōmuta, Tuyến Dazaifu, Tuyến Nishitetsu Amagi, Tuyến Kaizuka
- Amagi Railway
  - Amagi Railway Amagi Line
- Heisei Chikuhō Railway
  - Tuyến Ita, Tuyến Itota, Tuyến Tagawa
- Tàu điện ngầm Fukuoka
  - Tuyến Kūkō, Tuyến Hakozaki, Tuyến Nanakuma
- Kitakyushu Monorail

### Cảng biển
Các cảng biển quan trọng như:
- Cảng Kitakyushu
- Cảng Hakata
- Cảng Kandako
- Cảng Miike

## Các vùng kết nghĩa
- Hawaii, Hoa Kỳ
- Giang Tô, Trung Quốc
- Delhi, Ấn Độ
- Bangkok, Thái Lan
- Hà Nội, Việt Nam